# Holascus ancoratus
Holascus ancoratus is een sponssoort in de taxonomische indeling van de glassponzen (Hexactinellida). De spons leeft diep in zee. Het skelet van de spons bestaat uit spicula van kiezel.
De spons behoort tot het geslacht Holascus en behoort tot de familie Euplectellidae. De wetenschappelijke naam van de soort werd voor het eerst geldig gepubliceerd in 1915 door Lendenfeld.